# Disciplina spirituale

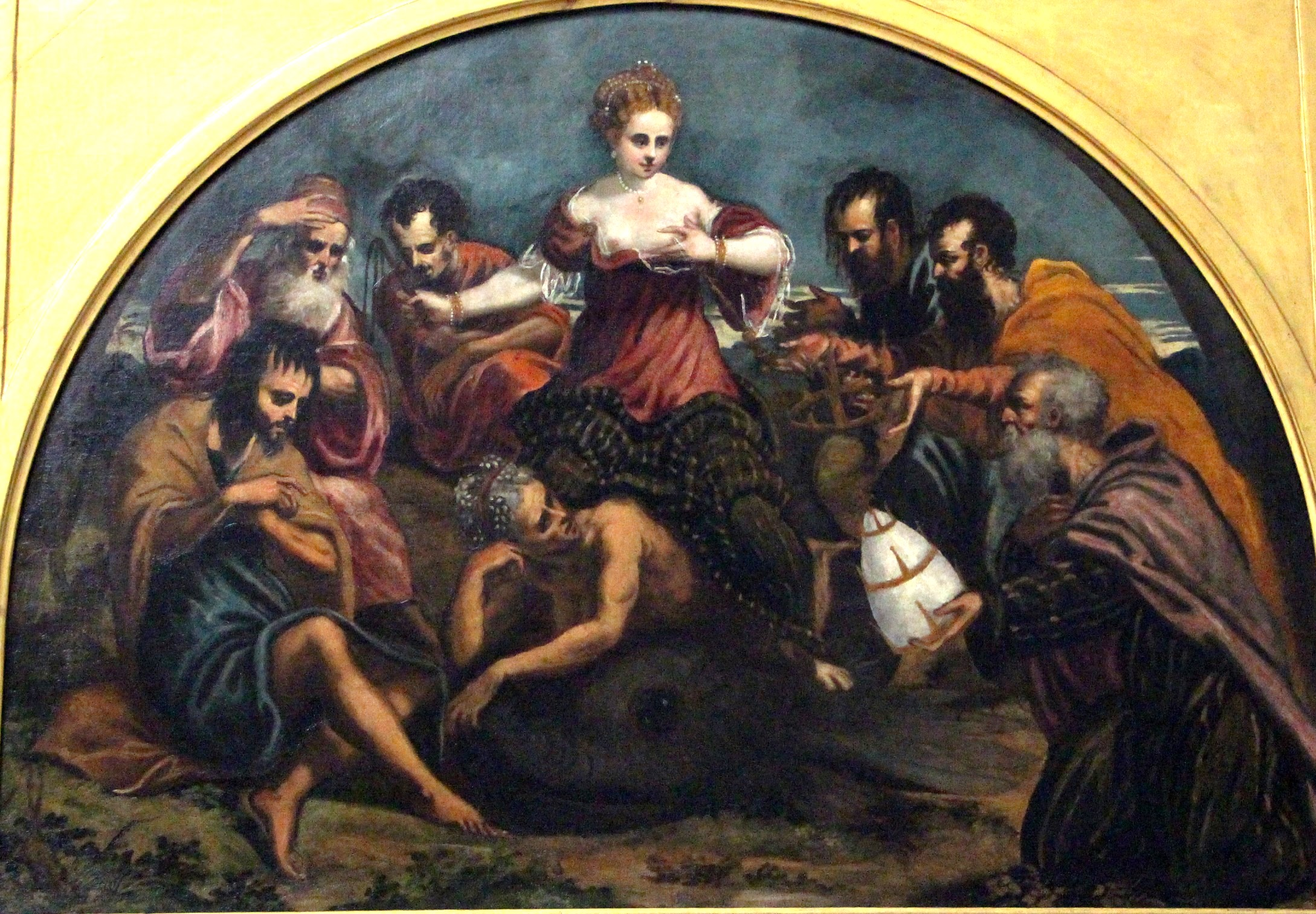
La disciplina che tiene a freno i costumi, di Jacopo Tintoretto (1545, Pinacoteca di Brera)

Nell'ambito di alcune religioni e forme di spiritualità, si definisce disciplina spirituale una specifica pratica o esercizio compiuti con regolarità al fine di ottenere un rapido sviluppo personale, fino a raggiungere nei casi più notevoli una sorta di rinascita metaforica a seguito di una trasformazione interiore, conosciuta come illuminazione o risveglio spirituale (denominato moksha nell'Induismo, bodhi nel Buddhismo, satori nello Zen).
Viene eseguita da un discepolo sotto la guida di un maestro spirituale, anche nell'ambito di un contesto iniziatico, ad esempio nella massoneria, prima di poter essere ammessi nella relativa cerchia di adepti.
Tra le pratiche universalmente più diffuse, eseguite individualmente o in gruppo, vi sono la preghiera, il canto devozionale, la meditazione, alcune arti marziali tradizionali giapponesi come l'Aikidō e cinesi come il Tai Chi.

## Induismo
Tra le varie fedi, quella che maggiormente ha ritenuto di sistemizzare e schematizzare la disciplina spirituale è stata l'Induismo, presso cui il termine sanscrito Sadhana indica la disciplina spirituale: l'insieme di tutte quelle pratiche, rituali, austerità che vengono eseguite con regolarità e concentrazione, con lo scopo di ottenere Moksha, la liberazione. Chi intraprende una sadhana viene detto sadhaka (lett. "aspirante spirituale").
L'obiettivo finale di qualunque sadhana rimane quello di conseguire la realizzazione della propria natura Divina; determinate pratiche possono essere intraprese tuttavia con lo scopo di raggiungere obiettivi minori ben precisi, come lo sviluppare qualità che si ritengono importanti per la propria crescita spirituale, oppure lo sconfiggere una o più tendenze interiori (ad es. la rabbia, la lussuria, ecc.) che ostacolano la stessa.
Più recentemente le tecniche induiste dell'antichità sono state rinnovate e divulgate dalla corrente basata sul kriya yoga facente capo alle scuole di Lahiri Mahasaya, Sri Yukteswar e Paramahansa Yogananda.

## Buddismo
Nel buddismo vi sono una serie di metodi specifici, come la meditazione, la consapevolezza e l'adesione al Nobile Ottuplice Sentiero per cercare di raggiungere la liberazione dalla sofferenza. Di particolare menzione sono i trentasette «Bodhipakkhika Dhamma», che possono condurre alla piena ed esaustiva realizzazione spirituale buddista.

## Cristianesimo
Nell'ambito del cristianesimo sono esistite storicamente varie forme di disciplina spirituale, come ad esempio gli esercizi praticati tuttora nel contesto della Compagnia di Gesù, ideati da Ignazio di Loyola.
A questi si è venuto contrapponendo un diverso metodo di disciplina spirituale più affine all'esoterismo rosacrociano, ideato dal fondatore dell'antroposofia Rudolf Steiner, basato su una serie di esercizi per lo sviluppo di facoltà interiori, volti a favorire stati di coscienza progressivamente più illuminati.

## Altri contesti
In Occidente sin dai tempi delle scuole misteriche dell'antichità venivano praticati rituali ed esercizi di elevazione spirituale, oggi conosciuti nell'esoterismo come gradi della via iniziatica, molti dei quali sono divenuti parte integrante delle tradizioni massoniche.
Vi sono anche nuovi contesti, come ad esempio quello di George Gurdjieff e del suo allievo P.D. Ouspenskij, mirante a un lavoro di miglioramento personale chiamato «Quarta Via».